# برنامه‌های توسعه ایران
ایران در بین کشورهای غرب آسیا پیشینه‌ای نسبتاً طولانی از برنامه‌ریزی برای توسعه اقتصادی دارد. تا زمان انقلاب ۱۳۵۷، پنج برنامه توسعه با مدت‌های گوناگون در ایران در یک بازه زمانی ۳۰ ساله پیاده شد و پیش از این تلاش‌ها برای برنامه‌ریزی، انواع کمتر رسمی مداخله دولت در اقتصاد مختلط دولتی و خصوصی این کشور صورت گرفته‌است.

## پیشینه قانون توسعه در ایران
نخستین برنامه توسعه در کشور ما در سال ۱۳۲۷ با عنوان «برنامه عمرانی اول» تدوین و برای مدت ۷ سال اجرا شد؛ این برنامه از سال ۱۳۲۷ تا ۱۳۳۳ در کشور اعمال شد و حکومت پهلوی برای اجرای آن از بانک جهانی، درخواست ۲۵۰ میلیون دلار وام کرد که بانک جهانی آن را نپذیرفت. با ملی شدن صنعت نفت، اجرای برنامه عمرانی اول به دلیل کمبود بودجه متوقف شد.
حکومت پهلوی ۵ برنامه توسعه را در حد فاصل سال‌های ۱۳۲۷ تا ۱۳۵۶ در کشور اجرا کرد. از برنامه عمرانی سوم که اجرای آن سال ۱۳۴۱ خورشیدی آغاز شد، برنامه‌های عمرانی با اهداف و اصول انقلاب سفید؛ «انقلاب شاه و مردم» طراحی شد و به اجرا درآمد. برنامه ششم عمرانی رژیم پهلوی که برای اجرا در سال‌های ۱۳۵۷ تا ۱۳۶۱ تدوین شده بود، با پیروزی انقلاب اسلامی و سقوط حکومت پهلوی اجرایی نشد.
برنامه‌های عمرانی کشور در دوره‌های گذشته بدین ترتیب بودند:
- برنامه عمرانی اول ۱۳۲۷–۱۳۳۳
- برنامه عمرانی دوم ۱۳۳۴–۱۳۴۰
- برنامه عمرانی سوم ۱۳۴۱–۱۳۴۶
- برنامه عمرانی چهارم ۱۳۴۷–۱۳۵۱
- برنامه عمرانی پنجم ۱۳۵۲–۱۳۵۶
- برنامه عمرانی ششم برنامه‌ریزی شده برای سال‌های ۱۳۵۷ تا ۱۳۶۱

نخستین برنامه توسعه پس از انقلاب در سال ۱۳۶۸ برای مدت ۵ سال تدوین شد که مهم‌ترین هدف آن ترمیم و بازسازی خسارت‌های وارد شده به کشور در جنگ تحمیلی بود.

## برنامه‌های توسعه پس از انقلاب
- برنامه اول توسعه ۱۳۶۸ تا ۱۳۷۲ (تمدید تا ۱۳۷۳)
- برنامه دوم توسعه ۱۳۷۴ تا ۱۳۷۸
- برنامه سوم توسعه ۱۳۷۹ تا ۱۳۸۳
- برنامه چهارم توسعه ۱۳۸۴ تا ۱۳۸۸ (تمدید تا ۱۳۸۹)
- برنامه پنجم توسعه ۱۳۹۰ تا ۱۳۹۴ (تمدید تا ۱۳۹۵)
- برنامه ششم توسعه ۱۳۹۶ تا ۱۴۰۰ (تمدید تا ۱۴۰۲)
- برنامه هفتم توسعه ۱۴۰۳ تا ۱۴۰۷

## چالش‌های توسعه ایران
- خرابی‌های ناشی از جنگ ایران و عراق
- محدودیت‌های حکومت یکپارچه
- عدم التزام برخی مسئولین به سیاست‌های کلی
- تحولات و برخی پیامد ها و تحریم ها در عرصه بین‌المللی بعد از سال ۱۳۵۷
- عدم مدیریت صحیح در حوزه محیط زیست و توسعه کشور در دو دهه گذشته

## قانون برنامه‌های توسعه

### برنامهٔ پنج‌سالهٔ اول
هدفهای کلان این برنامه به شرح زیر تعیین شده‌است:
1. بازسازی دفاعی و تأمین نیازهای ضروری آن بر مبنای اهداف دفاعی تعیین شده.
2. بازسازی و نوسازی ظرفیت‌های تولیدی و زیربنایی و مراکز جمعیتی خسارت‌دیده در طول جنگ تحمیلی در چهارچوب اولویت‌های برنامه.
3. گسترش کمّی و ارتقاء کیفی فرهنگ عمومی تعلیم و تربیت و علوم و فنون در جامعه با توجه خاص نسبت به نسل جوان.
4. ایجاد رشد اقتصادی در جهت افزایش تولید سرانه، اشتغال مولد و کاهش وابستگی اقتصادی با تأکید بر خودکفایی محصولات استراتژیک کشاورزی و مهار تورم.
5. تلاش در جهت تأمین عدالت اجتماعی اسلامی.
6. تأمین حداقل نیازهای اساسی آحاد مردم.
7. تعیین و اصلاح الگوی مصرف در جهت تعیین نیازهای انسان و جامعه در جریان رشد و تکامل مادی و معنوی با حفظ کرامت و آزادگی انسان.
8. اصلاح سازمان و مدیریت اجرایی و قضایی کشور در ابعاد مختلف.
9. تلاش در جهت ایجاد امنیت قضایی و تحکیم مبانی نظری و عملی تساوی عموم در برابر قانون و اجرای عدالت و حمایت از آزادی‌های مشروع فردی و اجتماعی.
10. سازماندهی فضایی و توزیع جغرافیایی جمعیت و فعالیت‌ها، متناسب با مزیت‌های نسبی هر منطقه به استثنای مواردی که ملاحظات سیاسی و نظامی ایجاب می‌نماید.

### برنامهٔ پنج‌سالهٔ دوم
هدفهای کلان این برنامه به شرح زیر تعیین شده بود:
1. تلاش در جهت تحقق عدالت اجتماعی
2. رشد فضائل بر اساس اخلاق اسلامی و ارتقاء کمی و کیفی و فرهنگ عمومی جامعه.
3. هدایت جوانان و نوجوانان در عرصه‌های ایمان مذهبی، فرهنگ خودی، خلافیت، علم، هنر، فن، و تربیت بدنی و مناسب انسانی، خانوادگی و اجتماعی و مشارکت در صحنه‌های فرهنگی، اجتماعی، سیاسی و اقتصادی.
4. افزایش بهره‌وری.
5. تربیت نیروی انسانی مورد نیاز.
6. رشد و توسعه پایدار اقتصادی با محوریت بخش کشاورزی.
7. اصلاح ساختار نظارتی اجرایی و قضایی کشور در جهت تحقق اهداف برنامه.
8. تقویت مشارکت عامه مردم و اتخاذ تدابیر لازم برای نظارت شایسته و پیوسته بر اجرای برنامه.
9. تلاش در جهت کاهش وابستگی اقتصاد کشوربه درآمدهای حاصل از نقت و توسعه بیش از پیش صادرات غیرنفتی.
10. حفظ محیط زیستی و استفادهٔ بهینه از منابع طبیعی کشور.
11. تقویت بنیه دفاعی کشور در چار چوب سیاست‌های و تدابیر فرماندهی معظم کل قوا.
12. رعایت اصول عزت و حکمت و مصلحت کشور در سیاست خارجی.
13. تلاش در جهت حاکمیت کامل قانون و حفظ امنیت همه‌جانبه آحاد مردم و ترویج فرهنگ احترام به قانون، نظم اجتماعی و وجدان کار.
14. نظام‌دهی و بکارگیری تحقیقات به‌عنوان ابزاری برای حل مشکلات و توسعه کشور.
15. ایجاد تعادل در بخش‌های اقتصادی (تعاونی، خصوصی و دولتی).
16. تقویت و ترویج ارزش‌های انقلاب اسلامی در عرضه کردن منابع مالی و امکانات دولتی.

### برنامهٔ پنج‌سالهٔ سوم
قانون برنامه سوم توسعه اقتصادی، اجتماعی و فرهنگی جمهوری اسلامی ایران، در جلسه علنی مورخ ۱۷ فروردین ۱۳۷۹ مجلس شورای اسلامی با اصلاحاتی تصویب شد و در همان روز به تأیید شورای نگهبان رسیده.

### برنامهٔ پنج‌سالهٔ چهارم
قانون برنامه چهارم توسعه اقتصادی، اجتماعی و فرهنگی جمهوری اسلامی ایران، در ۱۱ مهر ۱۳۸۳ به تصویب مجلس شورای اسلامی رسید.
مصوب ۱۱ مهر ۱۳۸۳.

### برنامهٔ پنج‌سالهٔ پنجم
برنامه پنجم توسعه، پنجمین برنامه توسعه پنج‌ساله در ایران است. این برنامه در راستای تحقق اهداف سند چشم‌انداز ۱۴۰۴ تدوین شده و دارای ۲۳۵ ماده است. اعتبار این برنامه تا پایان سال ۱۳۹۴ تعیین شده بود، اما تا پایان سال ۱۳۹۵ تمدید شد. 
اهداف و اصول کلی برنامه پنجم توسعه:
1. تحقق عدالت اجتماعی:تلاش در جهت توزیع عادلانه امکانات و فرصت‌ها در جامعه.
2. رشد فضائل اخلاقی:ارتقای کمی و کیفی فرهنگ عمومی جامعه بر اساس اخلاق اسلامی.
3. رشد و توسعه پایدار اقتصادی:توسعه اقتصادی با محوریت بخش کشاورزی و افزایش بهره‌وری.
4. اصلاح ساختارها:اصلاح ساختار نظارتی، اجرایی و قضایی کشور در جهت تحقق اهداف برنامه.
5. مشارکت مردمی:تقویت مشارکت عامه مردم و نظارت شایسته و پیوسته بر اجرای برنامه.
6. کاهش وابستگی به نفت:تلاش در جهت کاهش وابستگی اقتصاد کشور به درآمدهای نفتی و توسعه صادرات غیرنفتی.
7. حفاظت از محیط زیست:استفاده بهینه از منابع طبیعی و حفظ محیط زیست.
8. تقویت بنیه دفاعی:تقویت بنیه دفاعی کشور در چارچوب سیاست‌های ابلاغی و تدابیر فرماندهی معظم کل قوا.
9. حاکمیت قانون:تلاش در جهت حاکمیت قانون و حفظ امنیت همه‌جانبه.
10. استفاده از ظرفیت‌های علمی و فناوری:نظام‌دهی و بکارگیری تحقیقات به عنوان ابزاری برای حل مشکلات و توسعه کشور.

نکات مهم:
- برنامه پنجم توسعه در چارچوب سند چشم‌انداز ۱۴۰۴ ایران تدوین شده است.
- این برنامه بر اساس سیاست‌های کلی نظام و با هدف تحقق اهداف توسعه‌ای کشور طراحی شده است.
- برنامه پنجم توسعه شامل احکام و مقرراتی در حوزه‌های مختلف اقتصادی، اجتماعی، فرهنگی و امنیتی است.
- اجرای این برنامه تا پایان سال ۱۳۹۵ تمدید شد و پس از آن برنامه ششم توسعه آغاز شد.

### برنامهٔ پنج‌سالهٔ ششم
برنامه ششم توسعه برنامه پنجساله توسعه اقتصادی، اجتماعی و فرهنگی ایران بین سال‌های ۱۳۹۶ تا ۱۴۰۰ (تمدید تا پایان سال ۱۴۰۲) است. این برنامه به منظور دستیابی به رشد اقتصادی متوسط سالیانه ۸ درصد و ضریب جینی ۳۴ درصد در سال پایانی برنامه ارائه شده‌است.
مسائل محوری برنامه 
- موضوعات خاص راهبردی در مورد آب و محیط‌زیست
- موضوعات خاص مکان‌محور در مورد توسعه سواحل مَکران، اروند و بازآفرینی بافتهای ناکارآمد شهری، بافتهای تاریخی و مناطق روستایی
- موضوعات خاص بخش پیش‌روی اقتصاد در مورد معدن و صنایع معدنی، کشاورزی، گردشگری، عبوری و حمل و نقل ریلی، فناوری نوین، توسعه و کاربست علم و فناوری و انرژی
- موضوعات خاص کلان فرابخشی در مورد بهبود محیط کسب و کار، اشتغال، فضای مجازی، بهره‌وری تأمین منابع مالی برای اقتصاد کشور، نظام عادلانه پرداخت و رفع تبعیض، توانمندسازی محرومان و فقرا (با اولویت زنان سرپرست خانوار)، بیمه‌های اجتماعی و ساماندهی و پایداری صندوق‌های بیمه‌ای و بازنشستگی و پیشگیری و کاهش آسیبهای اجتماعی و اجرای سند تحول بنیادین آموزش و پرورش، فرهنگ عمومی و سبک زندگی ایرانی- اسلامی
- توسعه آمادگی دفاعی و امنیتی